# Roller Soaker
Roller Soaker im Hersheypark (Hershey, Pennsylvania, USA) war ein stählerner Suspended Coaster vom Modell Swing Thing des Herstellers Setpoint, die am 11. Mai 2002 eröffnet wurde. Sie war die erste interaktive Attraktion im Park und befand sich hinter Tidal Wave in The Boardwalk. Am 3. September 2012 wurde sie geschlossen.

## Wagen
Roller Soaker besaß neun Wagen. In jedem Wagen konnten vier Personen (zwei Reihen à zwei Personen) Platz nehmen. Die Fahrgäste der beiden Reihen saßen mit dem Rücken zueinander. Jeder Wagen besaß einen Kanister mit 60,6 Liter Wasser, das von den Fahrgästen auf die wartenden Personen gelassen werden konnte. Auf dem Boden befanden sich Wasserkanonen, mit denen die Personen die Fahrgäste anspritzen konnten.